# Lista de vice-governadores do Amapá
Esta é uma lista de vice-governadores do estado do Amapá.

## Titulares do cargo
| Ordem | Lista de vice-governadores do Amapá | Início do mandato     | Fim do mandato        | Cidade onde nasceu | Unidade federativa | Notas      | Ref.  |
| ----- | ----------------------------------- | --------------------- | --------------------- | ------------------ | ------------------ | ---------- | ----- |
| 01    | Ronaldo Pinheiro Borges             | 1º de janeiro de 1991 | 1º de janeiro de 1995 |                    |                    | [ nota 2 ] | [ 1 ] |
| 02    | Antônio Hildegardo Gomes de Alencar | 1º de janeiro de 1995 | 1º de janeiro de 1999 |                    |                    |            |       |
| 03    | Maria Dalva de Souza Figueiredo     | 1º de janeiro de 1999 | 5 de abril de 2002    | Oiapoque           | Amapá              | [ nota 3 ] | [ 2 ] |
| 04    | Pedro Paulo Dias de Carvalho        | 1º de janeiro de 2003 | 1º de janeiro de 2007 | Chaves             | Pará               |            |       |
| 04    | Pedro Paulo Dias de Carvalho        | 1º de janeiro de 2007 | 4 de abril de 2010    | Chaves             | Pará               | [ nota 4 ] |       |
| 05    | Doralice Nascimento de Souza        | 1º de janeiro de 2011 | 1º de janeiro de 2015 | Macapá             | Amapá              |            |       |
| 06    | João Bosco Papaléo Paes             | 1º de janeiro de 2015 | 7 de agosto de 2018   | Belém              | Pará               | [ nota 5 ] | [ 3 ] |
| 07    | Jaime Domingues Nunes               | 1º de janeiro de 2019 | 1º de janeiro de 2023 | Macapá             | Amapá              |            | [ 4 ] |
| 08    | Antônio Pinheiro Teles Júnior       | 1º de janeiro de 2023 | em exercício          | Macapá             | Amapá              |            | [ 5 ] |

Legenda
| Cor   | Significado                                                                                |
| Verde | Mandatários eleitos por votação direta ou indireta (por escolha da Assembleia Legislativa) |

### Galeria

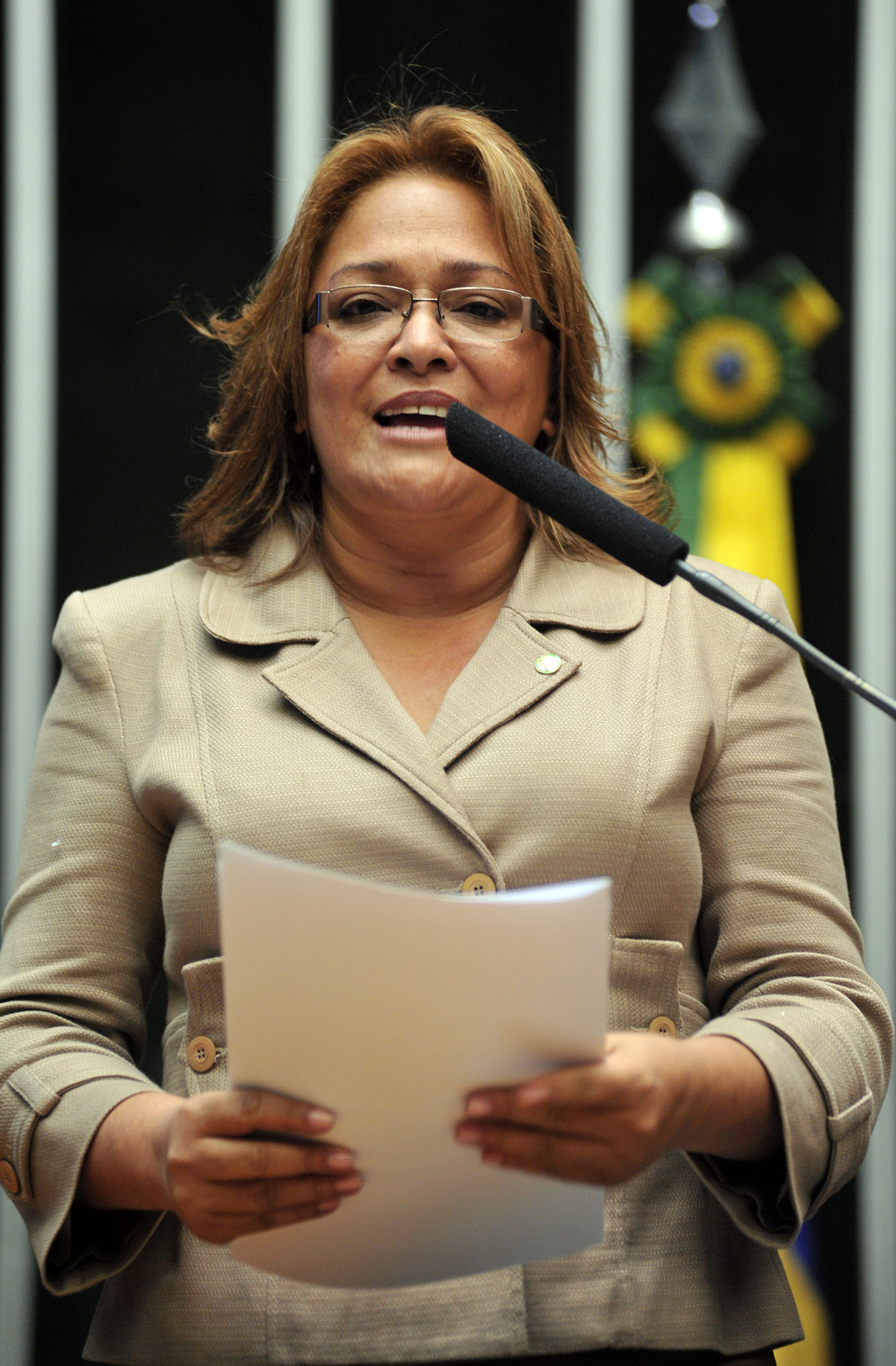
Dalva Figueiredo 1999–2002
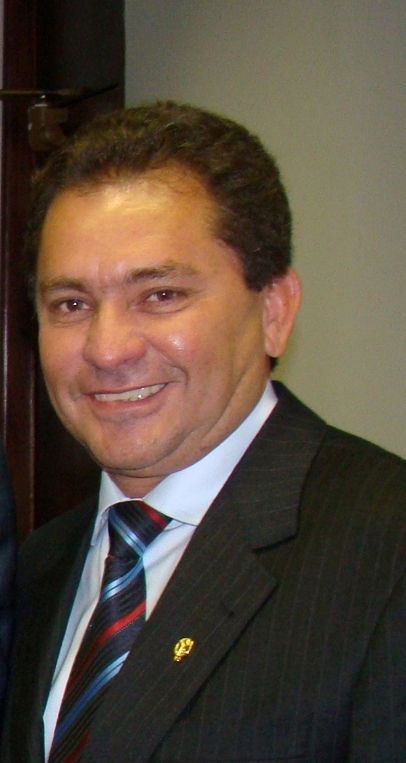
Pedro Paulo Dias 2003–2010
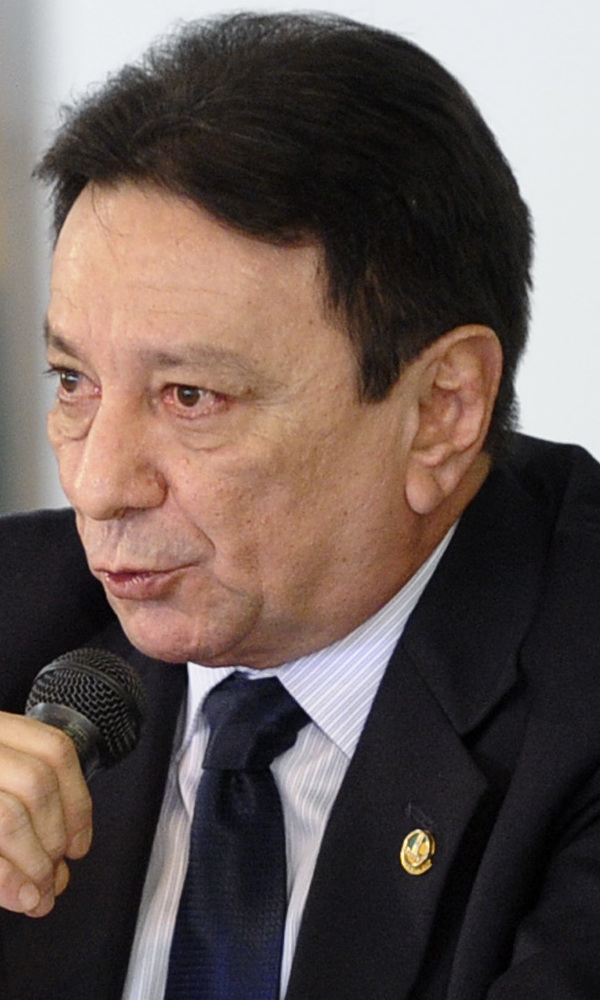
Papaléo Paes 2015–2018
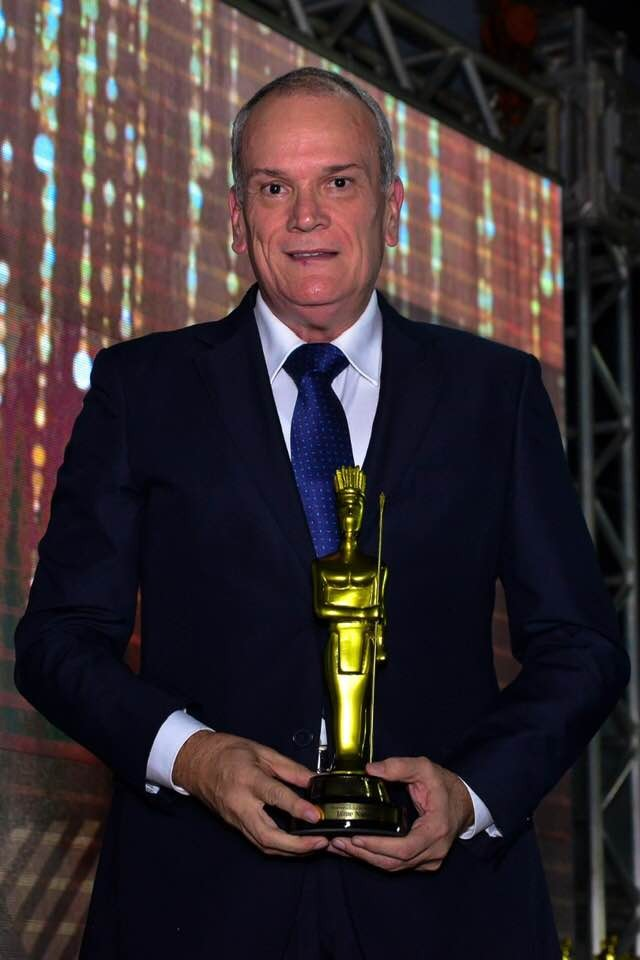
Jaime Nunes 2019–2023